# ريوتارو إيو
ريوتارو إيو (باليابانية: 飯尾 竜太朗) (30 يناير 1991 في هيوغو في اليابان – )؛ هو لاعب كرة قدم ياباني سابق كان يلعب كلاعب وسط.

## وصلات خارجية
- ريوتارو إيو على موقع رابطة كرة القدم اليابانية للمحترفين (اليابانية)
- ريوتارو إيو على موقع قاعدة بيانات كرة القدم.إي يو (الإنجليزية)
- ريوتارو إيو على موقع Soccerway.com (الإنجليزية)
- ريوتارو إيو على موقع عالم كرة القدم.نت (الإنجليزية)